# Maria Gadú
(Caetano Veloso)
Mayra Corrêa Aygadoux, nota come Maria Gadú (San Paolo, 4 dicembre 1986), è una cantautrice e chitarrista brasiliana.

## Biografia
Nata a San Paolo nel 1986, ha iniziato da piccola a suonare e a leggere la musica. A sette anni aveva già inciso canzoni su musicassette.
La sua vera e propria formazione musicale è iniziata all'età di tredici anni, con alcuni concerti tenuti nei bar di San Paolo, suonando musiche di Adoniran Barbosa, Marisa Monte e Chico Buarque.
Partita poi per l'Europa, si è esibita in duetto col percussionista Doga, e successivamente, a inizio 2008, è tornata in madrepatria e si è trasferita a Rio de Janeiro, dove ha suonato nei bar del quartiere di Barra da Tijuca e della Zona Sul. Qui ha conosciuto il regista Jayme Monjardim, che stava preparando una serie televisiva sulla madre, la cantante brasiliana Maysa, molto nota negli anni sessanta: Maria è stata così scritturata per una parte nella serie, andata in onda nel gennaio del 2009, e vi ha incluso la sua versione del classico francese di Jacques Brel, Ne me quitte pas.
A ventidue anni ha iniziato a cantare in televisione e ha firmato un contratto discografico con l'etichetta Rio Slap per realizzare il suo primo album omonimo, che in Italia arriverà alla posizione numero 5. Grazie a esso si è ritagliata spazio nei media brasiliani con brani come Altar Particolar, Bela Flor, Incontro, Shimbalaiê, scritta da lei già nell'infanzia, e che in Italia è rimasta alla posizione numero 1 , e Dona Cila, tributo alla nonna defunta.
Ha partecipato a cerimonie di premiazione e show televisivi, guadagnandosi la stima di grossi nomi della musica, quali Milton Nascimento e Caetano Veloso, con cui ha realizzato un tour di concerti per voce e chitarra.
Il 21 febbraio del 2010, il suo primo album Maria Gadú ha ottenuto il disco d'oro.
Lo stesso anno ha ricevuto due nomination ai Latin Grammy Award, nelle categorie "Miglior Artista Rivelazione" e "Miglior Album di un Cantautore".

## Vita privata
Maria Gadú ha sposato la produttrice Lua Leça il 3 giugno 2017, in una cerimonia privata. Le due avevano già firmato un accordo di convivenza nel novembre del 2013. Nel 2020 la coppia ha annunciato la separazione. 

## Discografia

### Album in studio
- 2009 - Maria Gadú
- 2012 - Mais uma pàgina
- 2013 - Nós
- 2015 - Guelã

### Album dal vivo
- 2010 - Multishow ao Vivo
- 2011 - Maria Gadú e Caetano Veloso - Multishow ao Vivo
- 2016 - Guelã - ao vivo

### Partecipazioni
- 2009 - N9ve (Ana Carolina, brano Mais Que a Mim)

## Videografia
- 2010 - Multishow ao Vivo
- 2011 - Maria Gadú e Caetano Veloso - Multishow ao Vivo